# Bytom Północny Wąskotorowy
Bytom Północny Wąskotorowy – dawna wąskotorowa stacja kolejowa w Bytomiu, w województwie śląskim, w Polsce. Stacja była zlokalizowana w kilometrze 3,30 linii Nowy Karb - Bibiela i w kilometrze 3,13 linii Bytom Karb Wąskotorowy - Bytom Północny Wąskotorowy. Została otwarta w 1898 roku.